# 全国高校心の絵本選手権
全国高校心の絵本選手権（ぜんこくこうこうこころのえほんせんしゅけん）は、現代の思春期をむかえた高校生が何を考え、何を感じ、何を想っているのか、それらを絵本という「かたち」に表すことにより、心のうちを具現化し、自らがその「かたち」となった絵本を発表する大会。参加者は各々が「伝えたいこと」を表した絵本を作成し、それを朗読して発表する。
2003年より始まり、以来毎年1回開催されている。過去に長野ヒデ子、加納果林、智内兄助など著名な絵本作家も審査員として参加している。

## 主催
- 社団法人 今治青年会議所